# Alexander Graham (Schwimmer)

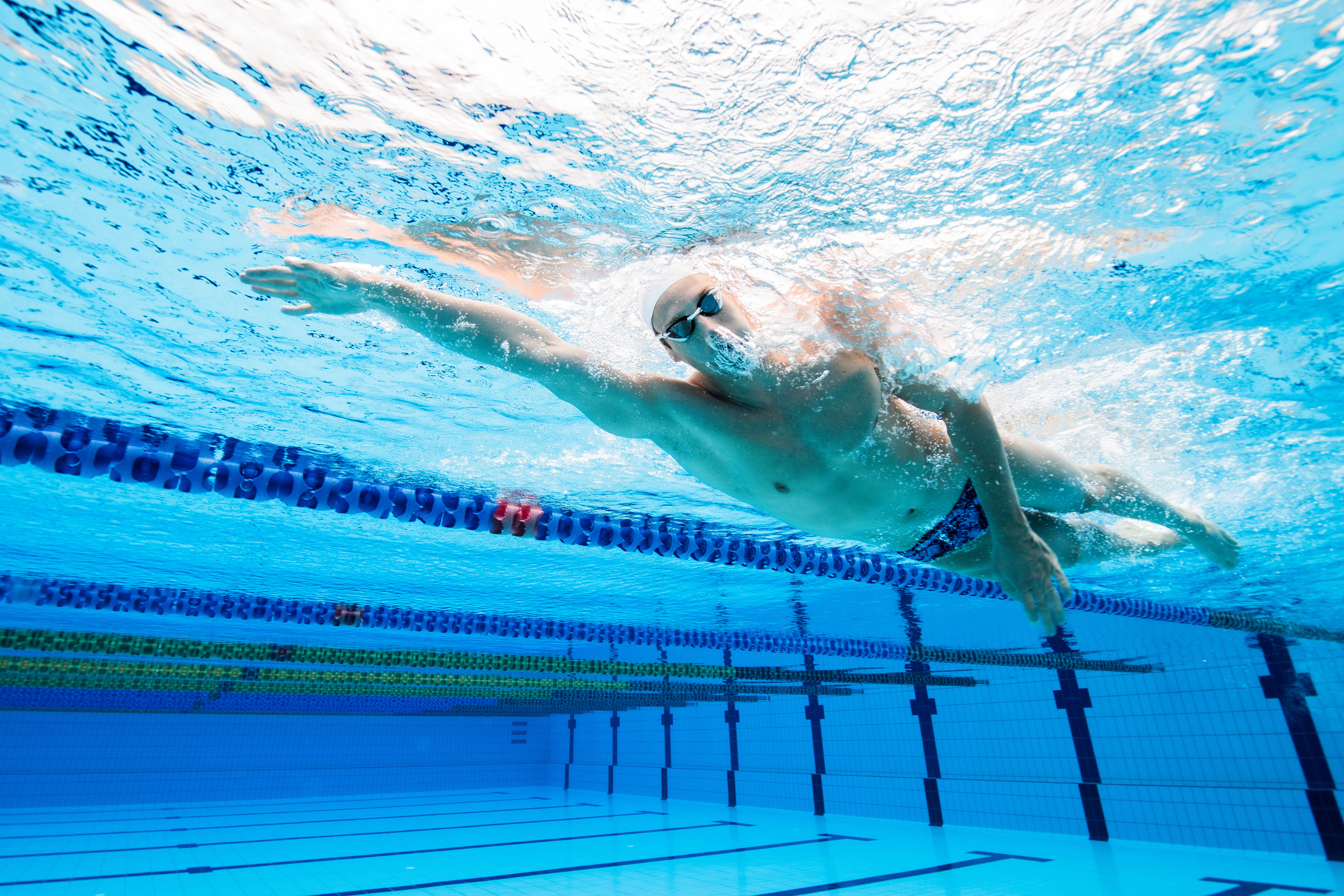
Alexander Graham (2021)

Alexander „Alex“ Graham (* 28. April 1995 in Brisbane) ist ein australischer Schwimmer. Er erhielt bei Olympischen Spielen zwei Bronzemedaillen, bei Weltmeisterschaften waren es einmal Gold, einmal Silber und zweimal Bronze auf der 50-Meter-Bahn. Hinzu kam eine Goldmedaille bei Commonwealth Games.

## Karriere
2013 bei den Weltmeisterschaften in Barcelona schwamm die australische 4-mal-200-Meter-Freistilstaffel mit David McKeon, Edward McKendry, Alexander Graham und Jarrod Killey die neuntschnellste Vorlaufzeit und verfehlte den Finaleinzug um 0,15 Sekunden. Drei Jahre später bei den Kurzbahnweltmeisterschaften 2016 im kanadischen Windsor wurde die 4-mal-200-Meter-Freistilstaffel mit Clyde Lewis, Mitchell Larkin, Daniel Smith und Alexander Graham Vierte mit 0,18 Sekunden Rückstand auf die Bronzemedaille. 2017 bei den Weltmeisterschaften in Budapest erreichte Graham mit der 4-mal-100-Meter-Freistilstaffel das Finale mit der zweitschnellsten Vorlaufzeit, im Endlauf wurden die Australier disqualifiziert. Die 4-mal-200-Meter-Freistilstaffel mit Clyde Lewis, Mack Horton, Alexander Graham und Jack Cartwright schlug als Vierte an, hatte allerdings 2,8 Sekunden Rückstand auf die drittplatzierte Staffel aus den Vereinigten Staaten.
Im April 2018 bei den Commonwealth Games in Gold Coast wurde Graham Sechster über 200 Meter Freistil. Die 4-mal-200-Meter-Freistilstaffel mit Mack Horton, Elijah Winnington, Kyle Chalmers und Alexander Graham siegte mit 2,6 Sekunden Vorsprung vor den Engländern und den Schotten. Vier Monate später bei den Pan Pacific Swimming Championships 2018 in Tokio wurde Graham Fünfter über 200 Meter Freistil. Clyde Lewis, Kyle Chalmers, Alexander Graham und Jack Cartwright wurden Zweite in der 4-ml-200-Meter-Freistilstaffel hinter dem Quartett aus den Vereinigten Staaten. Die brasilianische 4-mal-100-Meter-Freistilstaffel siegte mit einer halben Sekunde Vorsprung vor den Australiern mit Jack Cartwright, Alexander Graham, James Roberts und Kyle Chalmers, eine Hundertstelsekunde hinter den Australiern wurden die Japaner Dritte. Ende des Jahres bei den Kurzbahnweltmeisterschaften in Hangzhou wurde Graham mit beiden Freistilstaffeln Fünfter. Über 200 Meter Freistil gewann Blake Pieroni aus den Vereinigten Staaten vor dem Litauer Danas Rapšys. Eine halbe Sekunde dahinter schlug Graham als Dritter an und gewann Bronze mit 0,03 Sekunden Vorsprung vor dem viertplatzierten Chinesen Ji Xinjie.
2019 bei den Weltmeisterschaften in Gwangju erreichte die 4-mal-100-Meter-Freistilstaffel mit Cameron McEvoy, Clyde Lewis, Alexander Graham und Kyle Chalmers die viertschnellste Vorlaufzeit. Im Endlauf siegte die US-Staffel vor den Russen, dahinter gewannen die Australier in der gleichen Besetzung wie im Vorlauf die Bronzemedaille. Auch in der 4-mal-200-Meter-Freistilstaffel waren die Australier Vorlaufvierte mit Alexander Graham, Jack Alan McLoughlin, Thomas Fraser-Holmes und Mack Horton. Im Finale waren Clyde Lewis, Kyle Chalmers, Alexander Graham und Mack Horton über sechs Sekunden schneller als die Vorlaufstaffel und gewannen mit einer Sekunde Vorsprung vor den Russen. In der 4-mal-100-Meter-Mixed-Freistilstaffel schwammen Cameron McEvoy, Alexander Graham, Brianna Throssell und Madison Wilson die zweitschnellste Vorlaufzeit. Im Finale benötigten Kyle Chalmers, Clyde Lewis, Emma McKeon und Bronte Campbell 3,8 Sekunden weniger als die Vorlaufstaffel und schlugen als Zweite hinter dem US-Team an. Alle acht Beteiligten erhielten eine Silbermedaille.
Wegen der COVID-19-Pandemie fanden die Olympischen Spiele in Tokio erst 2021 statt. In der 4-mal-100-Meter-Freistilstaffel qualifizierten sich Cameron McEvoy, Zac Incerti, Alexander Graham und Kyle Chalmers mit der hinter den Staffeln aus Italien und aus den Vereinigten Staaten drittbesten Zeit für das Finale. Im Endlauf siegte die Staffel aus den USA vor den Italienern. Die australische Staffel mit Matthew Temple, Zac Incerti, Alexander Graham und Kyle Chalmers schlug 0,11 Sekunden nach den Italienern an und gewann die Bronzemedaille. In der 4-mal-200-Meter-Freistilstaffel schwammen Alexander Graham, Mack Horton, Elijah Winnington und Zac Incerti die zweitschnellste Vorlaufzeit. Im Finale siegten die Briten vor den Russen. Mit 0,03 Sekunden Rückstand auf die Russen erreichten Alexander Graham, Kyle Chalmers, Zac Incerti und Thomas Neill das Ziel und gewannen Bronze vor dem US-Quartett. Zwei Jahre später bei den Weltmeisterschaften in Fukuoka schied Graham im Halbfinale über 200 Meter Freistil aus. Die 4-mal-200-Meter-Freistilstaffel mit Kai Taylor, Kyle Chalmers, Alexander Graham und Thomas Neill erkämpfte die Bronzemedaille hinter den Briten und dem US-Team.